# Осада Тебриза (1603)
Осада Тебриза — военный конфликт во время Сефевидо-османской войны 1603—1618 годов. По итогам успешной осады Тебриз был возвращён Империи Сефевидов спустя 18 лет османского владения.

## Возобновление войны
Хотя мир между Сефевидским государством и Стамбульским договором, подписанным в 1590 году, был обеспечен, но напряженность сохранялась. В 1603 году государство Сефевидов восстановило свою армию с помощью реформ, в то время как Османское государство находилось в кризисе.
После Стамбульского мира Османское государство пережило несколько восстаний и поражений на своих западных границах. Постоянно растущие налоги и войны вызвали восстания Джалали с 1599 года. В этот период Сефевидское государство не только восстановило свою армию, но и сумело в 1598 году нанести решающий удар своему восточному врагу — Узбекскому ханству. Уже было ясно, что османское государство было следующим на очереди. Шах Аббас ждал благоприятного момента.
Османские воины в Иранском Азербайджане не могли вовремя получать жалованье из-за проблем внутри империи. Поэтому в знак протеста они занялись грабежом окрестностей. Гази-бей, судья Салмаса, обратился к шаху Аббасу за помощью в одном из таких рейдов. В ответ шах Аббас прислал ему меч и пояс вместе с ханским титиулом.
Занджиркиран Али-паша, губернатор Тебриза, оставил небольшой гарнизон в Тебризе и выступил против Гази-бея, укрывшегося в крепости Гарниярык, чтобы наказать за поступок, который он считал изменой. К движению присоединились и османские части в Нахчыване. Хотя крепость была захвачена, Гази-бею удалось сбежать и укрыться у шаха Аббаса в Исфахане.
После этих происшествий шах Аббас понял, что пришло время отбить Тебриз, и 15 августа 1603 года начал подготовку к походу на Исфахан. Один из его командиров, Аллахверди-хан, также приказал идти на Багдад. Аббас I, двинулся со своей армией 14 сентября, 17 сентября достиг Кашана на севере. В таком виде он хотел распространить образ и слух о том, что главная цель его похода будет где-то в другом месте.
Когда наместнику Ардебиля Зульфукар-хану и наместнику Газвина Амиргуна-хану было приказано присоединиться к нему со своими отрядами, османы поняли, что главной целью Аббаса I был Тебриз. Без сопротивления взяв Нахаванд, шах I Аббас и его армия 26 сентября достигли Тебриза и начали осаду.

## Осада
Источники сообщают, что в городе находился сильный гарнизон из 5000 стрелков, около 200 оборонительных орудий и запас продовольствия на 10 лет. Однако значительная часть этих воинов находилась за пределами Тебриза, участвуя в движении по наказанию Гази-бея. Гарнизоном в Тебризе командовал сын Али-паши.

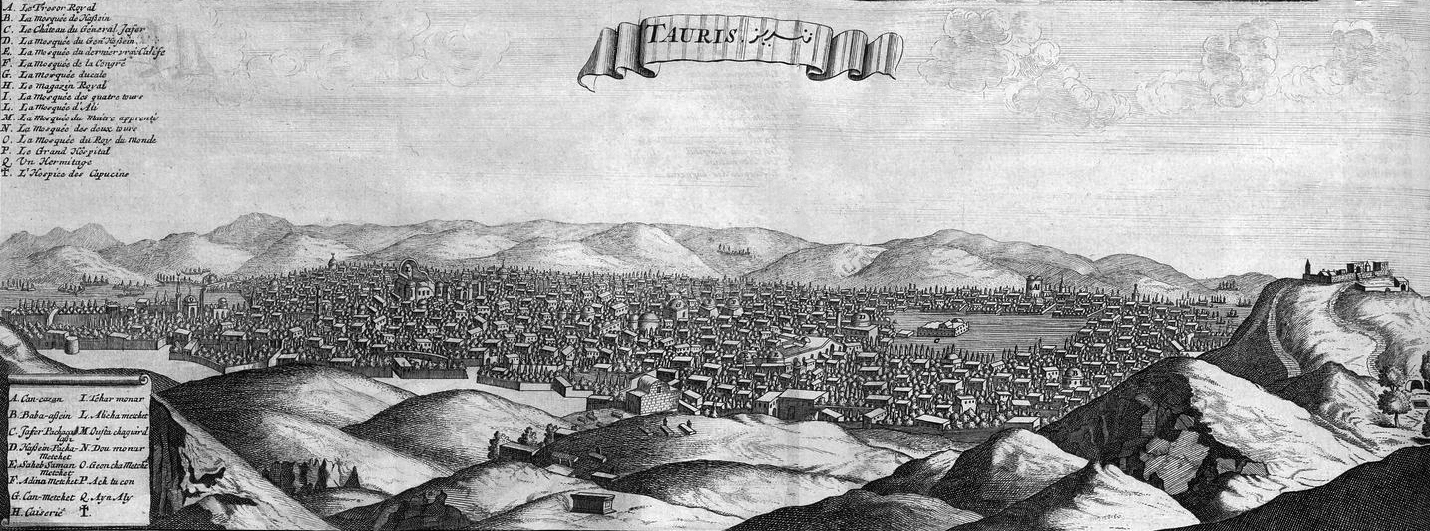
Изображение Тебриза Жан Шарденом 1673 года.

После того, как Тебриз попал под османскую оккупацию в 1585 году, ему был нанесен серьёзный ущерб, и большая часть его населения покинула город. Со временем из-за мирной обстановки часть населения вернулась, но, например, тюркам (нынешним азербайджанцам), было запрещено носить шиитские символы и совершать обряды. Предвидя приход кызылбашского войска, местные жители стали носить традиционные кызылбашские головные уборы. Почувствовав это изменение в населении, османский гарнизон покинул город и укрылся в крепости. Однако начальник гарнизона не мог понять, кто осадил город, и отправил сообщение отцу, думая, что осаждающие были мародерами.
Шаху Аббасу I сначала удалось внедрить в город несколько боевиков из своих частей. Этим воинам удалось незаметно убить охранников. Тем временем в город вошли в качестве купцов ещё 500 воинов. После того, как эти воины открыли ворота замка, где должна была стоять стража, напали 6000 отборных воинов. Столкновения между двумя армиями начались внутри города.
Поняв, что крепость осадила армия Сефевидов, полководец отправил сведения своему отцу Али-паше и попросил о помощи. 28 сентября 1603 г. Али-паша, получивший известие о том, что сефевидская армия находится перед Тебризом и вернувшийся из своего похода на крепость Гарниярык, столкнулся с сефевидской армией численностью около 15 000 человек в районе Азбанта близ Суфиян, к северо-западу от Тебриза. Османская армия, которая была малочисленной, потерпела в битве крупное поражение.
Этой победой армия Сефевидов положила конец надеждам османской армии, осажденной в Тебризе. Чтобы сломить сопротивление осажденных, сефевидская сторона предложила им двойное жалованье, и число тех, кто принял это предложение, увеличивалось с каждым днем. В конце концов, османская армия сдалась 21 октября 1603 г.

## Последующие события
Местные жители убивали османских воинов, чтобы компенсировать гнет во время оккупации 1585—1586 годов. Освобождение города Тебриз, где было основано Сефевидское государство и его первая столица, было встречено с большой радостью по всей империи
Наряду с отвоеванием Тебриза, самого важного города региона, государство Сефевидов также в короткие сроки освободило Ордубадский, Джульфинский, Макуский, Салмасский, Хойский, Марагинский, Нахчыванский и Джаванширский районы.
Как до, так и после войны шах Аббас вел активную внешнюю политику, чтобы найти союзников против Османской империи. За время его правления в Европу дважды отправляли большую делегацию.
Отвоевав Тебриз, 15 ноября он принял Георга Тектандера, посла императора Священной Римской империи Рудольфа II, воевавшего с османами с 1593 года. Посланник представил царю грамоты императора, написанные на итальянском и латинском языках, а также грамоту московского князя.